# 麻生羽呂
麻生 羽呂（あそう はろ、1980年1月4日 - ）は、日本の漫画家。大阪府出身。男性。

## 来歴
関西大学工学部中退後、日本一周生活を送る。旅を終え、真島ヒロ『RAVE』のオマケ漫画を読んだことをきっかけに漫画家になることを決め、漫画を描き始めて2本目の作品がまんがカレッジで努力賞を受賞。雷句誠のもとで約1年間アシスタントをつとめ、3本目の作品『YUNGE!』でまんがカレッジ2004年12・1月期入選、翌2005年に『週刊少年サンデー超』に掲載されてデビュー。
『週刊少年サンデー』『ソク読みサンデー』『クラブサンデー』にて、2008年から2009年にかけて『呪法解禁!! ハイド&クローサー』を連載。連載終了後、車中泊・自給自足での日本一周旅行を敢行。旅の最中に『クラブサンデー』に『旅行解禁!! ハイド&クローサー』を、アウトドア雑誌『BE-PAL』（小学館）にてエッセイ漫画『漫画家・麻生羽呂と彼女の放浪絵日記』を連載した（『漫画家・麻生羽呂と彼女の放浪絵日記』は旅行から帰ってきた後も執筆を継続）。
イメージチェンジを兼ねて画力を上げ、2010年に『今際の国のアリス』を連載開始。

## 人物
- 遊び人であり、スポーツマンであり、旅人。ブログにて、唐突に旅に出る姿が書かれる。
- まんが家バックステージで｢阿部勇樹に似ているといわれる｣と紹介されていたが、2010年2月24日に突如丸刈りにし[3]、切った髪を再利用し、ヅラを制作した[4]。
- 『今際の国のアリス』連載開始直前に結婚。初回が掲載された雑誌が発売された日、ヨルダン新婚旅行の真っ最中だった。

## 作品リスト

### 連載
- 呪法解禁!! ハイド&クローサー（『週刊少年サンデー』2008年4・5合併号 - 2009年1号）
  - 呪法解禁!! ハイド&クローサー 第2部（『ソク読みサンデー』2008年12月24日 - 2009年3月4日→『クラブサンデー』2009年3月25日 - 2009年7月3日）
  - 旅行解禁!! ハイド&クローサー（『クラブサンデー』2009年9月1日 - 2010年3月19日）
- 漫画家・麻生羽呂と彼女の放浪絵日記 キャンピングカー・ダイアリーズ（『BE-PAL』2009年9月号 - 2011年3月）
- 今際の国のアリス（『週刊少年サンデー超』2010年12月号 - 2015年5月号 → 『週刊少年サンデー』2015年19号 - 2016年14号）
  - 今際の路のアリス（原作担当、作画：黒田高祥、『月刊サンデーGX』2015年9月号 - 2018年3月号）
  - 今際の国のアリス RETRY（『週刊少年サンデー』2020年46号 - 2021年8号）
- ゾン100〜ゾンビになるまでにしたい100のこと〜（原作担当、作画：高田康太郎、『月刊サンデーGX』2018年11月号 - 連載中、既刊20巻）
- 野湯ガール（原作担当、作画：吉田史朗、『やわらかスピリッツ』2021年8月20日[5] - 2022年8月5日[6]、全3巻）
- セックスちゃん（ネーム原作担当、原作：五百田達成、作画：さかもと麻乃、『コミックシーモア』2022年12月25日[7] - 連載中、全3巻）

### 読切
- YUNGE!（『週刊少年サンデー超』2005年7月25日号）
- 鬼神阿文（『週刊少年サンデー超』2005年9月25日号、『週刊少年サンデー』、2007年16号）
- タイムチャンプルー（『週刊少年サンデー』2006年10号）
- I ll-Will（『週刊少年サンデー超』2006年7月25日号）
- サマー乱舞（『週刊少年サンデー超』2006年9月25日号）
- 社会不適合戦隊ハグレンジャー（『週刊少年サンデー超』2007年7月25日号）
- 呪法解禁!! ハイド&クローサー外伝 シンドウ&トミコ（『週刊少年サンデー超』2008年9月24日号）

### 挿絵
- 『LIFE 人間が知らない生き方』（篠原かをり共著、文響社、2016年）
- 『サバイブ 強くなければ、生き残れない』（篠原かをり共著、ダイヤモンド社、2017年）

## アシスタント
- 菅原健二（単行本オマケマンガの既婚者新人ガッスン）